# دولیسکان علیا
قلعه قنبر، روستایی از توابع بخش بیرانشهر شهرستان خرم‌آباد در استان لرستان ایران است.

## جمعیت
این روستا در دهستان قائدرحمت قرار دارد و براساس سرشماری مرکز آمار ایران در سال ۱۳۸۵، جمعیت آن ۲۵۵ نفر (۴۴خانوار) از سادات شهنشاهیوند تیره مفروند و طوایف میخک بیرانوند و خانوارهایی از طایفه دالوند  بوده‌است.